# Schallfeld

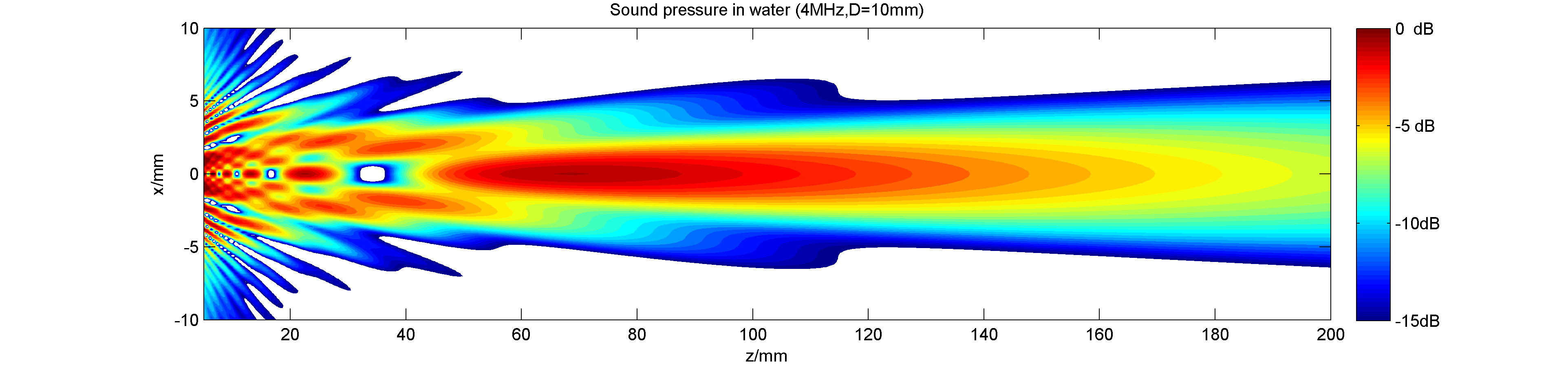
Harmonisches Schallfeld eines unfokussierten 4-MHz-Ultraschallwandlers mit der Nahfeldlänge N = 67 mm.
Angezeigt werden die Amplituden der Schalldrücke. Die Berechnung erfolgte über das Rayleigh-Integral.

Ein Schallfeld ist das Gebiet in einem elastischen Medium, in dem sich Schallwellen ausbreiten. Zu den Schallfeldgrößen gehören die fünf unten genannten Größen, im Gegensatz zu den Schallenergiegrößen.

## In Fluiden
In Gasen und Flüssigkeiten (Fluiden) erfolgt die Schallausbreitung als Longitudinalwelle. Das Auftreten von Schallwellen in Fluiden ist gekennzeichnet durch folgende Größen, die jeweils eine räumliche und zeitliche Schwankung um einen räumlich und zeitlich konstanten Mittelwert beschreiben:
- den Schallwechseldruck: Schwankung des Drucks p (Kraft pro Fläche) innerhalb des Mediums, in Pa = N/m2,
- die Wechseldichte: Schwankung der Dichte ρ (rho) (Masse pro Volumen) des Mediums, in kg/m3, und
- die Schallschnelle: Schwankung der Geschwindigkeit v (Weg pro Zeit) der Mediumteilchen, in m/s.

## In Festkörpern
In Festkörpern ist die Schallausbreitung in Form von Longitudinal- und Transversalwellen möglich. Sie werden beschrieben über
- Verschiebungsvektoren {\displaystyle {\vec {u}}} und
- Spannungstensoren {\displaystyle {\underline {\underline {\sigma }}}}

und können sich an den Grenzflächen des Festkörpers durch eine Modenwandlung ineinander umwandeln.

## Kein Schallfeld im Vakuum
Im Vakuum, also ohne ein Übertragungsmedium, ist keine Schallausbreitung möglich; damit gibt es dort auch kein Schallfeld.

## Einteilung
In einem geschlossenen Raum wird das Schallfeld je nach akustischer Raumbeschaffenheit eingeteilt in Direktfeld (Freifeld) und in Diffusfeld (auch statistisches Schallfeld) oder je nach Abstand von der Schallquelle in Nahfeld und Fernfeld. Ferner wird das ebene Schallfeld unterschieden, bei dem die Ausbreitung der Schallwellen senkrecht zur Fortpflanzung stehender Wellenfronten erfolgt.